# Ernst de Maizière
Carl Ernst Ulrich de Maizière (* 10. April 1841 in Burg (bei Magdeburg); † 9. Januar 1898 in Neuruppin) war ein deutscher Jurist.

## Leben
Ernst de Maizières wurde als Carl Ernst Ulrich Maiziere am 10. April 1841 in Burg bei Magdeburg geboren. Seine Eltern waren der Mediziner Karl Gustav Maiziere und dessen Ehefrau Johanna Wilhelmine geb. Mischke. Nach dem Tod der Mutter heiratete der Vater 1854 Leontine von Wulffen, eine Tochter von Carl von Wulffen. Er studierte an der Eberhard Karls Universität Tübingen Rechtswissenschaft und wurde am 5. Februar 1861 im Corps Rhenania Tübingen recipiert.
Als Inaktiver wechselte er an die Friedrichs-Universität Halle. Er war Hauptmann der Landwehr und kämpfte im Deutschen Krieg und im Deutsch-Französischen Krieg. Er war seit 1869 Gerichtsassessor und wurde Kreisrichter in Lüdenscheid (1873) und Dortmund (1876). Nachdem er 1879 Landrichter und 1881 Staatsanwalt in Dortmund geworden war, kam er als Erster Staatsanwalt in den Landkreis Ratibor (1885) und ins heimatliche Magdeburg (1890). Zuletzt war er ab 1896 Landgerichtspräsident am Landgericht Neuruppin. Er gehörte zu den Mitverfassern des Bürgerlichen Gesetzbuches. Er starb am 9. Januar 1898 in Neuruppin und wurde 56 Jahre alt.

## Familie
Verheiratet war de Maizière seit dem 6. Januar 1876 mit Sophie Elise Bäumer (1852–1932) aus Warendorf. Sie war eine Tochter von Karl Theodor Bäumer, Pastor in Warendorf, und dessen Ehefrau Caroline Wilhelmine geb. Gerstein sowie eine Enkelin des Theologen Wilhelm Bäumer (1783–1848). Dieser Ehe entstammen zwei Söhne und vier Töchter:
- Walther (1876–1915), Regierungsrat in Hannover, als Hauptmann d. R. in Serbien gefallen.[4]
- Agnes (1878–1963)
- Hedwig (1881–1940)
- Elfriede (1885–1965)
- Margarete (1885–1962) ⚭ Ferdinand von Schwartz (1877–1931)
- Helmut (1891–1914), gefallen

Er ist Urgroßvater von Lothar de Maizière und Thomas de Maizière sowie Großvater von Ulrich de Maizière (siehe Maizière).
Ernst de Maizière ließ, nachdem er die direkte Abstammungslinie bis 1570 zu belegen vermocht hatte, im August 1896 den Familiennamen von Maizier in de Maizière ändern.